# Resolució 1723 del Consell de Seguretat de les Nacions Unides
La Resolució 1723 del Consell de Seguretat de les Nacions Unides fou adoptada per unanimitat el 28 de novembre de 2006. Després de recordar les resolucions anteriors sobre l'Iraq, el Consell va ampliar el mandat de la Força Multinacional Iraq cap al 31 de desembre de 2007.
La resolució, patrocinada per Dinamarca, Japó, Eslovàquia, el Regne Unit i els Estats Units, va ser sol·licitada pel primer ministre iraquià Nouri al-Maliki en una carta que es va adjuntar a la resolució com un annex, juntament amb una carta del secretària d'Estat dels Estats Units Condoleezza Rice confirmant la voluntat de la força de continuar.

## Resolució

### Observacions
Al preàmbul de la resolució, els membres del Consell de Seguretat donen la benvinguda a la formació d'un govern d'unitat i acullen amb satisfacció els progressos realitzats en la formació de les forces iraquianes i la transferència de les responsabilitats a les províncies de Muthanna i Dhi Qar a les forces de seguretat. El text reconeixia el treball del govern de l'Iraq envers un país unit i democràtic amb respecte dels drets humans; era vital que el diàleg i la reconciliació fossin recolzats i que es rebutgés el sectarisme.
El Consell va exigir que els individus o grups que intentessin interrompre deliberadament el procés polític abandonessin les armes i hi participessin. També va abordar qüestions relatives a la millora del poble iraquià, inclosa la reafirmació del paper del Fons de Desenvolupament per a l'Iraq i el Fons Monetari Internacional, la responsabilitat del govern de coordinar l'assistència humanitària i les operacions de les Nacions Unides al país. També era important que les autoritats iraquianes confirmessin la Convenció de Viena sobre relacions diplomàtiques relativa a la protecció del personal diplomàtic.

### Actes
Actuant sota el Capítol VII de la Carta de les Nacions Unides, el Consell va ampliar el mandat de la força multinacional establerta per la Resolució 1546 (2004) a l'Iraq fins al 31 de desembre de 2007, que serà revisat abans del 15 de juny de 2007; podria ser rescindit en qualsevol moment a petició de l'Iraq. Al mateix temps, els acords previstos a la Resolució 1483 (2003) per al dipòsit de productes procedents de vendes d'exportació de petroli, productes derivats del petroli i gas natural al Fons de Desenvolupament per a l'Iraq, i el seu seguiment per la Junta Internacional d'Assessorament i Seguiment, es van ampliar fins al 31 de desembre de 2007.
Finalment, es va demanar al Secretari General de les Nacions Unides Kofi Annan i als Estats Units que informessin trimestralment els progressos realitzats per la Missió d'Assistència de les Nacions Unides per a l'Iraq (UNAMI) i la força multinacional, respectivament.